# Mnesarete drepane
Mnesarete drepane – gatunek ważki z rodziny świteziankowatych (Calopterygidae).